# Плотонешть
Плотонешть, Плотонешті (рум. Plotonești) — село у повіті Васлуй в Румунії. Входить до складу комуни Дімітріє-Кантемір.
Село розташоване на відстані 281 км на північний схід від Бухареста, 28 км на схід від Васлуя, 76 км на південний схід від Ясс, 125 км на північ від Галаца.

## Населення
За даними перепису населення 2002 року у селі проживали 419 осіб, усі — румуни. Усі жителі села рідною мовою назвали румунську.